# San Giorgio Monferrato
San Giorgio Monferrato (piemontesisch San Giòrs Monfrà) ist eine italienische Gemeinde Einwohner in der Provinz Alessandria (AL), Region Piemont.

## Lage und Einwohner
Die Gemeinde San Giorgio Monferrato liegt rund 35 Kilometer nordwestlich von der Provinzhauptstadt Alessandria in der Region Monferrato und umfasst eine Fläche von 7,13 km². Die Einwohnerdichte beträgt circa 180 Einwohner/km² bei gesamt 1221 (Stand 31. Dezember 2023) Einwohnern.
Die Nachbargemeinden sind Casale Monferrato, Ozzano Monferrato und Rosignano Monferrato.

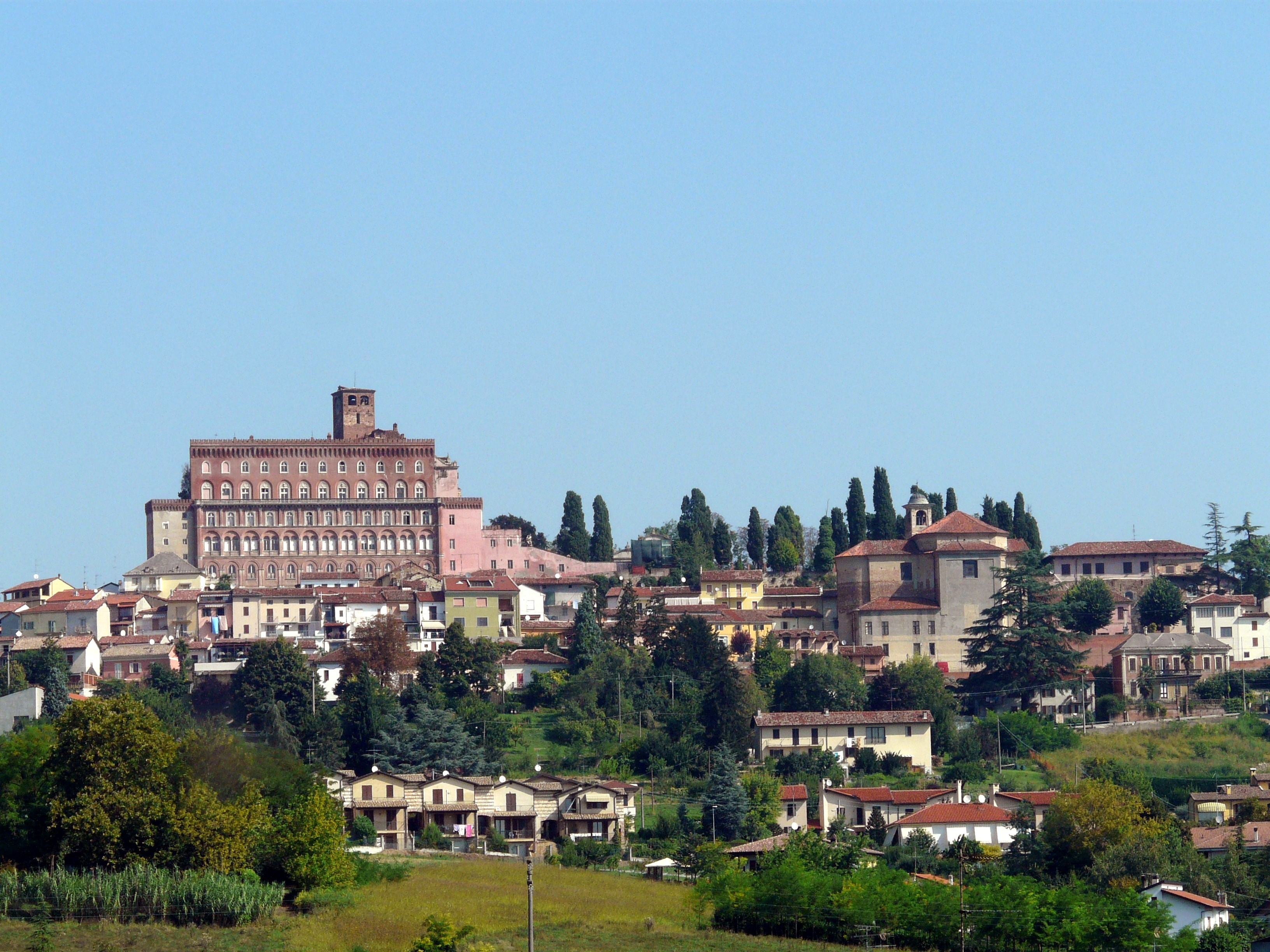
Blick auf San Giorgio Monferrato

## Geschichte
Der Ortsname, der mit einem im Mittelalter bekannten Kriegerheiligen und Beschützer der lombardischen katholischen Monarchen in Verbindung gebracht wird, erscheint in Texten seit 1140 als „Sanctus Georgius“, „Sanctus Jeorgius“, „Sanctus Jorgius“, „Sanctus Zorgius“ und „Sanctus Zorzus“. Erbaut im Mittelalter, spielte die Siedlung zusammen mit seiner Burg eine wichtige Rolle in der Geschichte seiner Region, insbesondere in der Geschichte von Casale Monferrato. Es hieß sogar, um Casale zu erobern, müsse man die Burg von San Giorgio in Besitz nehmen. Das erste Dokument, das Fakten über seine Besiedlung berichtet, ist ein Diplom Ottos III. aus dem Jahr 999 zugunsten des Bischofs von Vercelli. Anschließend verlieh Friedrich Barbarossa Bischof Uguccione ein lokales Privileg, der die Burg 1164 Wilhelm IV. von Monferrato schenkte. 
Im Jahr 1209 fiel die Verteidigungsanlage wieder in die Hände der Bischöfe von Vercelli, während Roberto Avogadro und der Markgraf von Monferrato im Jahr 1216 eine Vereinbarung trafen, die das Eingreifen Avogadros zu Gunsten der Markgrafen im Falle militärischer Angriffe auf San Giorgio vorsah. Nachdem Avogadro in den Besitz gelangt war, übergab er es 1247 an Bonifatius II. von Monferrato.

## Sehenswürdigkeiten
Das Castello Ricaldone, eines der ältesten im Monferrato (10. Jahrhundert). Von den zahlreichen Umbauten, die sie im Laufe der Jahrhunderte erfuhr, überwiegen die barocken Veränderungen aus dem späten 17. Jahrhundert, die der Kapelle ihren unverwechselbaren Charakter verleihen. Bemerkenswert ist der Ehrenhof und die Fassade im Stil des 19. Jahrhunderts. Ein Teil des Gebäudes wird heute als Hotel und Restaurant genutzt.

## Kulinarische Spezialitäten
Bei San Giorgio Monferrato werden Reben der Sorte Barbera für den Barbera d’Asti, einen Rotwein mit DOCG Status, sowie für den Barbera del Monferrato angebaut. 